# 서울청량초등학교
서울청량초등학교는 대한민국 서울특별시 동대문구 회기동에 있는 공립 초등학교이다.

## 학교 연혁
- 1937년 4월 5일 경성청량공립보통학교 개교
- 1938년 4월 1일 경성청량공립심상소학교로 개칭[1]
- 1941년 4월 1일 경성청량공립국민학교로 개칭[2]
- 1945년 9월 24일 서울청량국민학교로 개칭
- 1991년 9월 1일 본관 개축 준공
- 1996년 3월 1일 서울청량초등학교로 개칭[3]
- 1998년 9월 1일 유아방 개원
- 1999년 9월 9일 도서실 전산 작업 완료
- 2000년 8월 31일 후문 개설, 급식실 재보수
- 2004년 2월 2일 중국 남경실험국제학교와 자매결연
- 2006년 6월 23일 개축 기념식
- 2017년 3월 1일 제27대 김경숙 교장 취임
- 2020년 2월 11일 제78회 졸업식(172명)(총 40998명)
- 2021년 9월 1일 제28대 박현숙 교장 취임

## 학교 상징
- 교화(校花) - 목백일홍 : 청렴, 순결, 밝고 깨끗함을 상징한다. 밝고 깨끗하게 정열적인 모습으로 늘 주변을 기쁘게 해주는 따뜻함을 의미한다.
- 교목(校木) - 은행나무 : 은행나무는 강인하고 품위 있게 성장함을 상징하며 많은 사람들에게 풍요로운 수확을 안기는 사람으로 자라남을 의미한다.

## 참고 자료
- 서울청량초등학교 - 한국교육학술정보원 학교알리미